# Mason Spur
Der Mason Spur ist ein 1300 m hoher und teilweise vereister Felssporn im ostantarktischen Viktorialand. Er springt in östlicher Richtung vom Mount Morning hervor.
Das Advisory Committee on Antarctic Names benannte ihn 1963 nach Robert Mason, Repräsentant des United States Antarctic Research Program auf der McMurdo-Station zwischen 1962 und 1963.